# Odostomia laevigata
Odostomia laevigata är en snäckart som först beskrevs av d'Orbigny 1842.  Odostomia laevigata ingår i släktet Odostomia och familjen Pyramidellidae. Inga underarter finns listade i Catalogue of Life.